# 達卡—尼日鐵路
達卡—尼日鐵路（法語：Chemin de fer de Dakar au Niger）是一條連接塞内加尔達喀爾與馬利庫利科羅米軌國際鐵路:127。鐵路全長1,287公里，作為溝通塞内加尔與马里的鐵路，該路線也是兩國鐵路共有的核心路線。

## 歷史

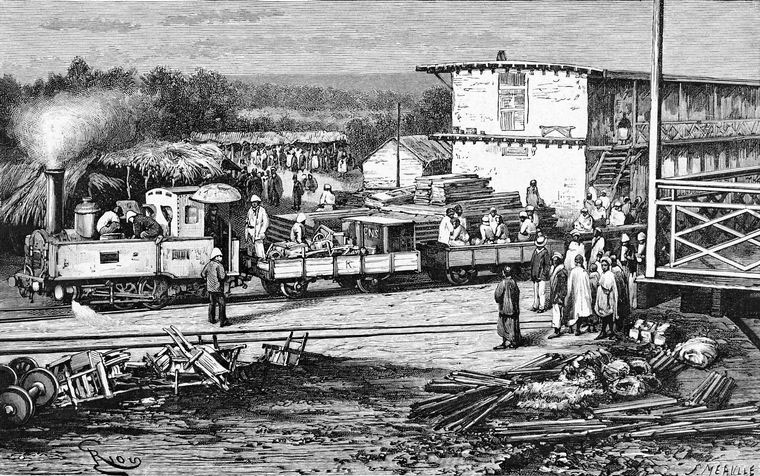
描述1889年達卡-尼日鐵路卡伊路段的版畫

在19世紀末，達卡—尼日鐵路由法屬蘇丹指揮官约瑟夫·加列尼將軍主持修築。
達卡-尼日鐵路連通了尼日河至達卡港的運輸路線，使原物料能夠出口。於20世紀初，卡伊至庫利科羅部分於1904年落成，而最後的部分於1924才開始營運。
在1947年，鐵路工人為爭取與法國工人獲得同等的權利而展開數個月的罷工，此次成功的罷工於塞內加爾作家烏斯曼·塞姆班1960年的小說Les bouts de bois de Dieu中提及，並認為此事件為反殖民抗爭的轉捩點。
1959年，馬利聯邦组建，並於隔年自法國獨立，但最终分裂为塞內加爾及馬利兩國，鐵路也分別由馬利鐵路公司（Régie des Chemin de fer du Mali）及塞內加爾鐵路公司（Régie des Chemin de fer du Sénégal）两家公司管理。最终，兩國於1962年透过協議决定兩公司共同營運该鐵路。

### 事故
2009年5月13日，一列往達卡方向的列車於塞內加爾巴拉及古迪里間的坦巴孔達地區出軌，報導指出共有4節車廂翻覆，該事故造成5人死亡37傷，然發生原因仍不清處。

## 现况
達卡—尼日鐵路每日各由兩端站點發一班車，然而由於鐵路狀況不佳，行駛單程路線可能須花多達7天的時間，而20部柴油鐵路機車中僅12部能維持正常運作，據Transrail公司公布的鐵路運量約每年40萬公噸，而馬利運輸部的資料僅約27萬噸，相較於達卡—尼日鐵路，達卡—馬利公路的年運量約為134萬噸。
達卡—尼日鐵路的軌距為1000毫米，剎車形式則為真空剎車，車鉤形式則為螺旋車鉤。
達卡-尼日鐵路建有支線，分別通往聖路易、林蓋爾、考拉克及圖巴等城市。

## 运营管理
達卡-尼日鐵路現由法國及加拿大合資的管理公司Transrail集團所營運，該公司的資本劃分為Advens持股51%，塞內加爾和馬利各佔10%（兩國總計20%），公司員工佔9%，其他投資人共站20%。
於Transrail集團接手營運前，由於管理困難及資金缺乏，導致基礎建設、火車車廂毀壞及大量誤點，部分塞內加爾地區軌道狀況不佳，以致於僅能以速限時速20公里行駛。於2003年10月，塞內加爾與馬利協議委託Transrail集團管理鐵路。
雖然Transrail有義務維持客運服務，但其傾向以貨運服務為重心，許多車站已被關閉，也使得部分地區交通更為不便。
Transrail於2007年被比利時公司Vecturis收購。

## 外部連結
- （法文）達卡-尼日鐵路（由Christian Derosier撰寫） （页面存档备份，存于）
- 橫越塞內加爾的慢火車 Gavin Kallmann，金融時報（倫敦），2009年1月17日。
- Unido
- （英文）Thomas Kautzor關於鐵路狀況報導，2010年年底 （页面存档备份，存于）